# Massimo Maccarone
Massimo Maccarone (ur. 6 września 1979 w Galliate) – włoski piłkarz występujący na pozycji napastnika. Zawodnik Carrarese.

## Kariera klubowa
Maccarone zawodową karierę rozpoczynał w 1997 w Milanie. Konkurencja o miejsce w ataku była jednak na tyle duża, że młody Włoch nie miał praktycznie żadnej szansy na występy. Z tego też powodu był wypożyczany do innych klubów – Modeny i Varese, które występowały wówczas w Serie C1. W późniejszym czasie Włoch trafił także do grającego w Serie C2 AC Prato, dla którego w 49 meczach strzelił 24 gole. W 2000 Maccarone podpisał kontrakt z drugoligowym Empoli FC. W debiutanckim sezonie w tym zespole zdobył czternaście bramek w 35 spotkaniach, natomiast w kolejnych rozgrywkach zaliczył dziesięć trafień w 33 pojedynkach.
W letnim okienku transferowym w 2002 Maccarone za ponad dwanaście i pół miliona euro trafił do Middlesbrough. W ekipie „Boro” nie spełnił jednak pokładanych w nim nadziei i na zasadzie wypożyczenia powrócił do rodzimego kraju – najpierw do Parmy, a następnie do Sieny. W barwach Parmy zadebiutował w rozgrywkach Pucharu UEFA, natomiast w jako gracz Sieny zajął trzynaste miejsce w rozgrywkach Serie A i zaliczył siedem trafień. Po powrocie do Middlesbrough Włoch znów zatracił swoją skuteczność. Dla Middlesbrough F.C. rozegrał łącznie 81 spotkań, w których strzelił tylko osiemnaście goli. Dotarł nawet do finału Pucharu UEFA w sezonie 2005/2006, w którym angielski klub przegrał 4:0 z Sevillą.
W 2007 Maccarone odszedł za darmo do Sieny, z którą podpisał kontrakt obowiązujący do 2010. W lutym włoski napastnik skrytykował trenera Middlesbrough – Steve’a McClarena mówiąc, że ten nie nadaje się do pełnienia funkcji szkoleniowca. Prezydent angielskiej drużyny – Steve Gibson skomentował to nazywając wychowanka Milanu osłem. Przez 4 sezony spędzone w Sienie Maccarone rozegrał 113 ligowych meczów i strzelił 40 goli.
15 czerwca 2010 włoski napastnik za 5 milionów euro został sprzedany do US Palermo. W zespole Palermo w 18 spotkaniach zdobył 2 gole. W 2011 roku odszedł do Sampdorii. Następnie grał w Empoli oraz Brisbane Roar, a w 2018 przeszedł do Carrarese z Serie C.

## Kariera reprezentacyjna
Maccarone ma za sobą występy w młodzieżowych reprezentacjach Włoch. Grał w zespołach do lat 16, do lat 20 oraz do lat 21. Dla drużyny U–21, w której występował od 2000 rozegrał 15 spotkań, w których 11 razy wpisał się na listę strzelców. W seniorskiej reprezentacji zadebiutował 27 marca 2002 podczas wygranego 2:1 meczu z Anglią. 16 października tego samego roku wystąpił w przegranym 1:2 spotkaniu przeciwko Walii i był to jego ostatni występ w drużynie narodowej.